# Colpochila pagana
Colpochila pagana är en skalbaggsart som beskrevs av Britton 1986. Colpochila pagana ingår i släktet Colpochila och familjen Melolonthidae. Inga underarter finns listade i Catalogue of Life.